# Wrijvingsroerlassen

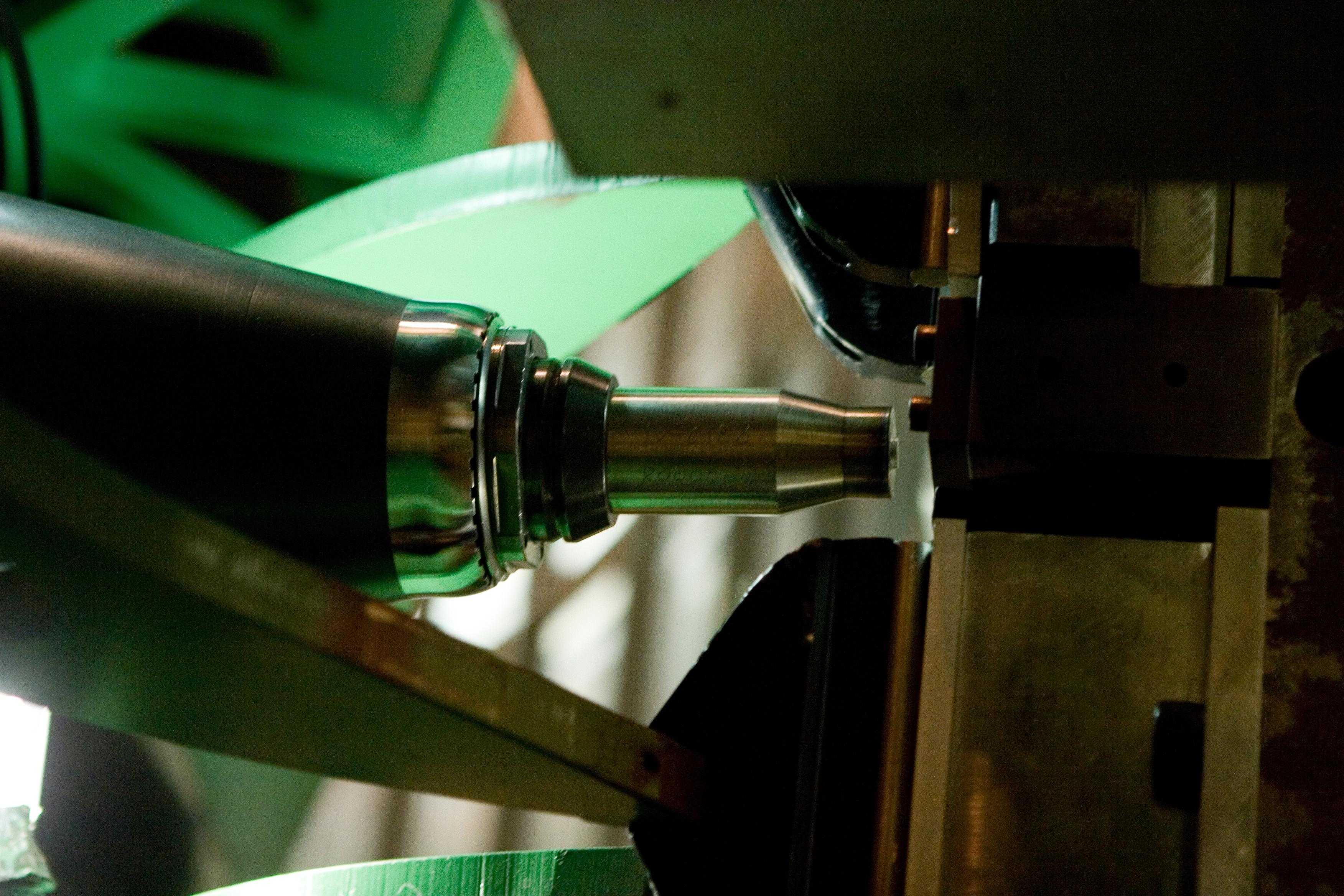
Close-up van een wrijvingsroerlasgereedschap.

Wrijvingsroerlassen (Engels: Friction Stir Welding, FSW) is een lasproces waarbij het te lassen materiaal (doorgaans aluminium, maar het is ook met kunststoffen mogelijk) niet gesmolten wordt, maar aaneen gekneed wordt in een pasteuze vorm.
Het mechanisme is uitgevonden en in december 1991 experimenteel aangetoond door Wayne Thomas en collega's van The Welding Institute in Cambridge, Groot-Brittannië. Dit instituut is daardoor houder van een aantal octrooien over dit lasproces.

## Kenmerken
Het bijzondere van dit lasproces is dat het te lassen materiaal niet gesmolten wordt, maar door de invloed van druk en wrijvingswarmte tijdelijk verandert in een plastisch vervormbaar (deegachtig) materiaal. Doordat het materiaal betrekkelijk weinig verhit wordt, blijft een belangrijk deel van de kristalstructuur van het materiaal behouden. Doordat tijdens het lasproces met aluminium de oxidehuid naar buiten wordt gedrukt, kan een goede sterke las ontstaan.
Het is mogelijk ongelijke materialen met dit lasproces te verbinden. De sterkte van de las hangt sterk af van de chemische samenstelling van die materialen.
Het proces behoort tot de hoofdgroep van het druklassen.
Het lasprincipe is te beschouwen als een bijzondere vorm van keyholelassen.

## Proces

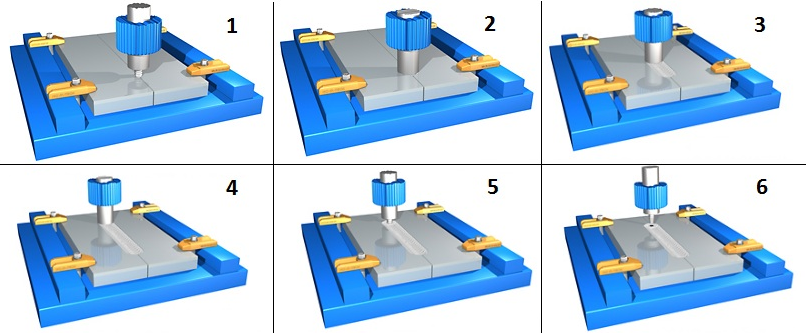
Wrijvingsroerlassen, stap voor stap: 1. Laskop dringt binnen in het metaal. 2. Start van het lasproces. 3. Voortgang van het lassen. 4. Eind van het lassen. 5. Laskop terugtrekken. 6. Proces klaar.

De te lassen delen worden stevig tegen elkaar gedrukt gehouden. Een speciaal voorwerp, dat allerlei verschillende maar wel heel specifieke vormen kan hebben (we zullen dat hier de 'laskop' noemen), beweegt zich met een constante draaisnelheid en een constante verplaatsingssnelheid door de lasnaad heen. Het te lassen materiaal wordt door de zo ontstane hitte en druk plastisch-vervormbaar en wordt door elkaar geroerd. Achter de laskop vloeit het materiaal aaneen.
Een laskop kan eenzijdig in het werkstuk gedrukt worden, tot bijna aan de draagvloer van de te lassen voorwerpen, maar hij kan ook volledig penetrerend zijn ('zwevende spoel'). In het laatste geval heeft de laskop aan weerszijden een speciaal gevormde flens die de boven- en onderzijde van het werkstuk volgen. Daarbij is er geen dragende ondergrond nodig en is de kans op spanningen in het materiaal minimaal, omdat de laskop geen zijdelingse druk op het materiaal uitoefent.

### Veranderingen in microkristalstructuur
Tijdens het lasproces treden er zeer grote vervormingen op in het werkstuk. In de las zelf, dus het deel dat in de baan van de laskop ligt, zijn deze vervormingen het sterkst. De resulterende kristallen zijn iets kleiner in maat en zijn typisch gerangschikt in een soort 'uienring' laagjes. Net naast deze zone ligt een gebied dat door de hitte en wrijving is beïnvloed maar niet echt geroerd is. Dit is de warmte-beïnvloede zone en meestal de zwakste plek van de las.

## Toepassingen

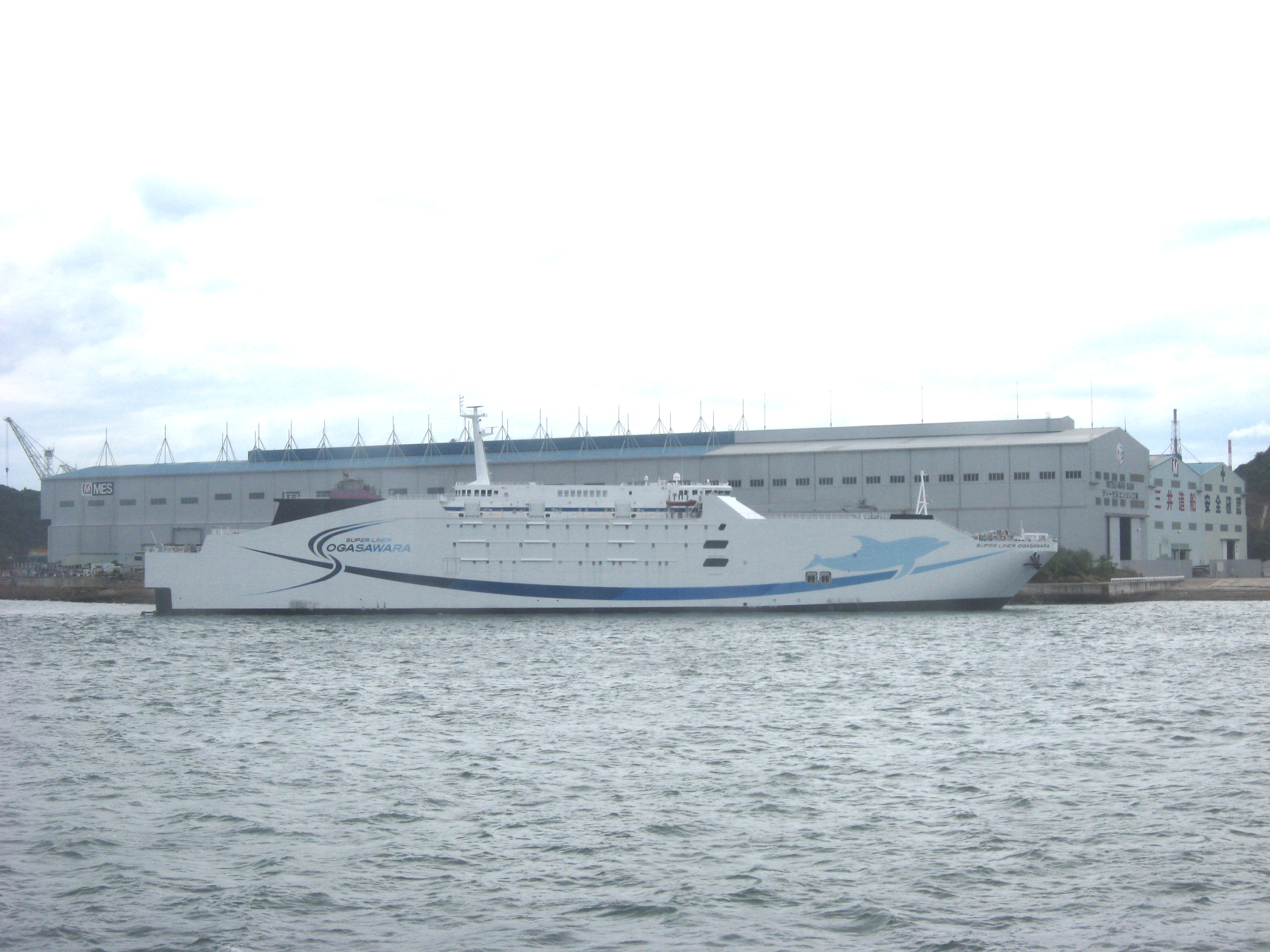
Wrijvingsroerlassen is gebruikt bij de prefabricage van de panelen van dit schip: de Ogasawara.

- Scheepsbouw en offshore: Deze lastechniek wordt gebruikt bij dekpanelen en helipads op schepen, maar enkele malen is deze methode ook toegepast bij de bouw van een heel schip. Het tot nu toe grootste exemplaar is de Japanse Ogasawara.
- Luchtvaart: Geleidelijk vindt deze techniek ingang bij de luchtvaartindustrie. Zowel grote fabrieken als Boeing en Airbus maken er gebruik van als enkele kleiner bedrijven, zoals het in 2008 failliet gegane Eclipse Aviation.

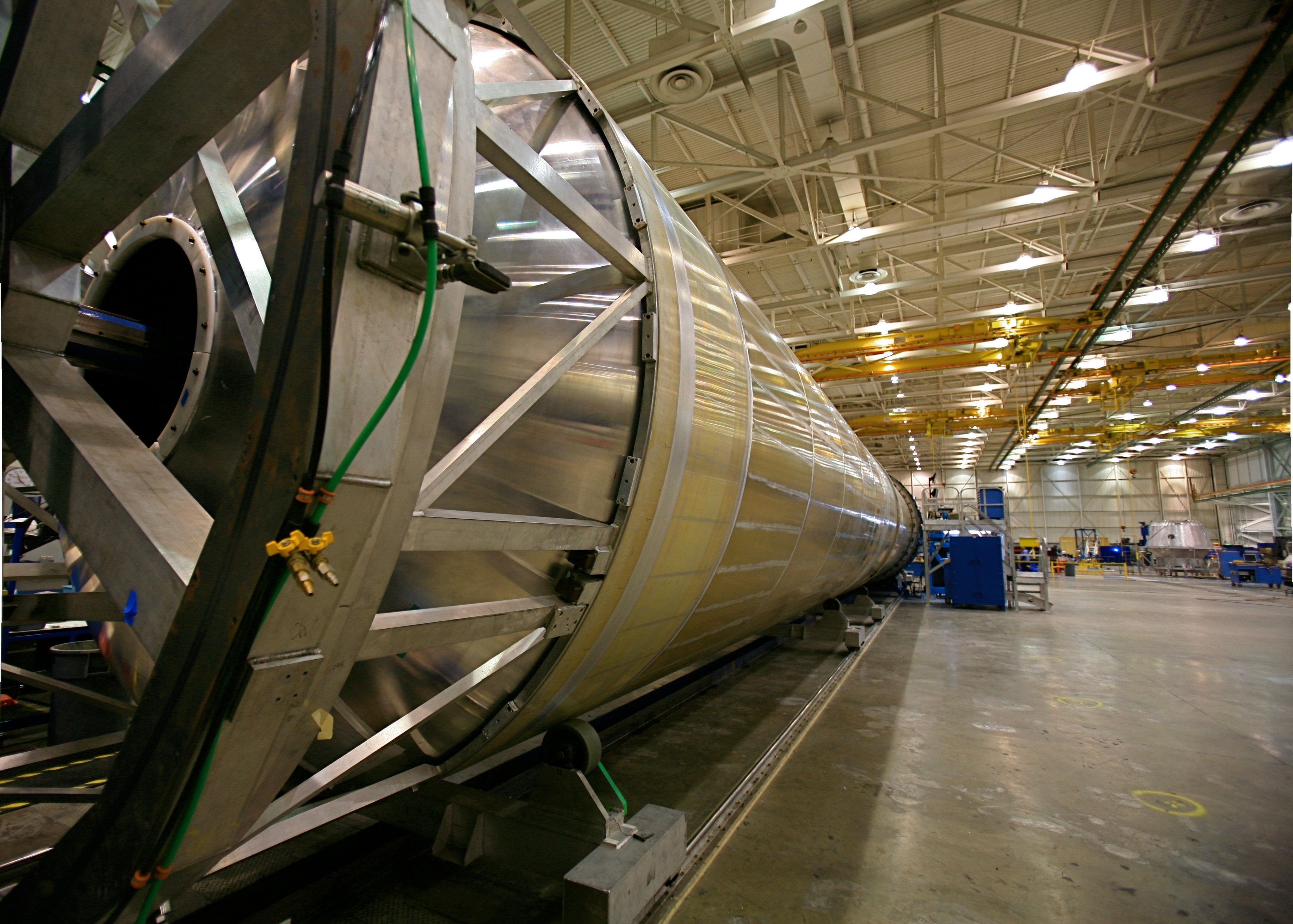
Wrijvingsroerlassen wordt gebruikt voor de lassen in de grote brandstoftank van de Falcon 9-raket in de SpaceX-fabriek.

- Ruimtevaart: Boeing gebruikte deze techniek sinds 1999 voor de draagraketten Delta II en Delta IV, en nu nog steeds voor en de drukcabine van de Starliner en de brandstoftanks van het Space Launch System. Het proces werd ook gebruikt voor de externe brandstoftank van de Spaceshuttle. Lockheed Martin gebruikt deze techniek voor de drukcabine van de Orion en United Launch Alliance gebruikt het voor de brandstoftanks van de Vulcan.

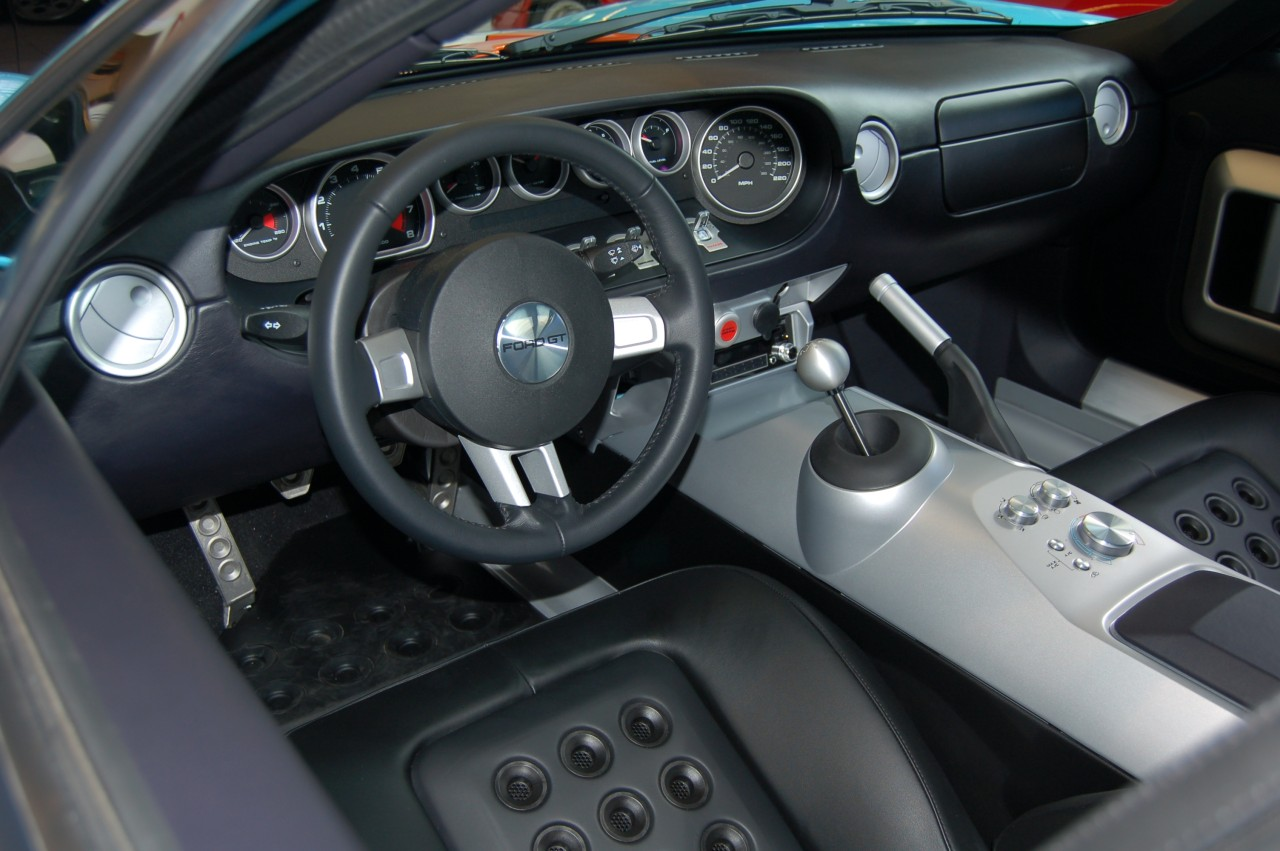
De centrale tunnel van de Ford GT is gemaakt van twee ge-extrudeerde aluminium delen die door middel van wrijvingsroerlassen zijn bevestigd aan een gebogen aluminiumplaat en huisvest de brandstoftank.

- Automobielindustrie: Verschillende autofabrieken, waaronder Ford, Mazda, Toyota en Volvo gebruiken deze methode bij de fabricage van verschillende onderdelen, zoals brandstoftanks, motorkappen, deuren etc.

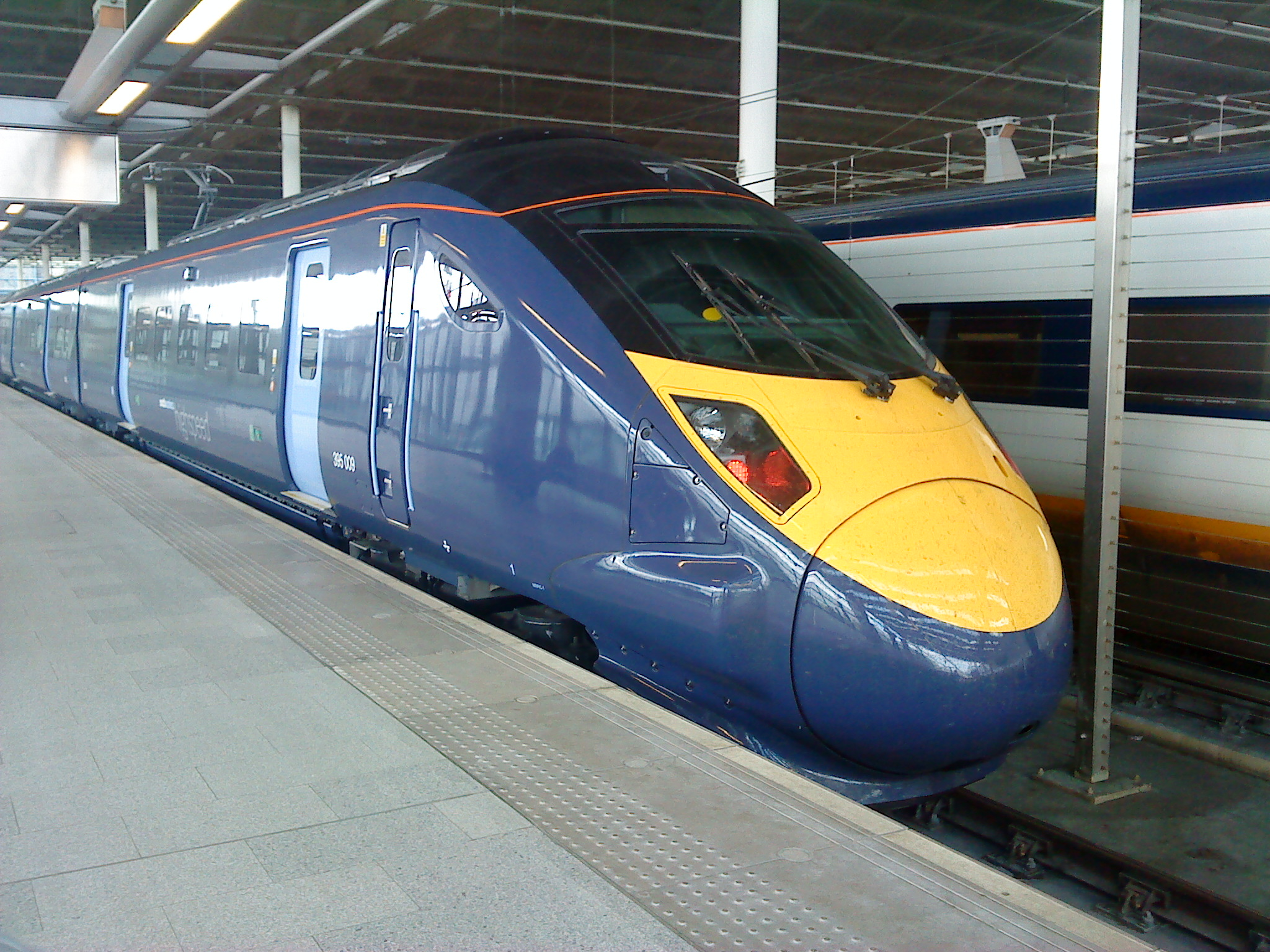
De hogesterkte, extra stijve cabine van Hitachi's British Rail Class 395 is gemaakt door wrijvingsroerlassen van aluminium panelen

- Spoorwegmaterieel: In 1997 begon Alstom dakpanelen voor treinen te maken met deze techniek. Inmiddels werken verschillende treinfabrikanten ermee, en worden ook zijpanelen en vloerdelen zo gelast. Ook koelvaten van vermogenselektronica in treinen worden hiermee vervaardigd.

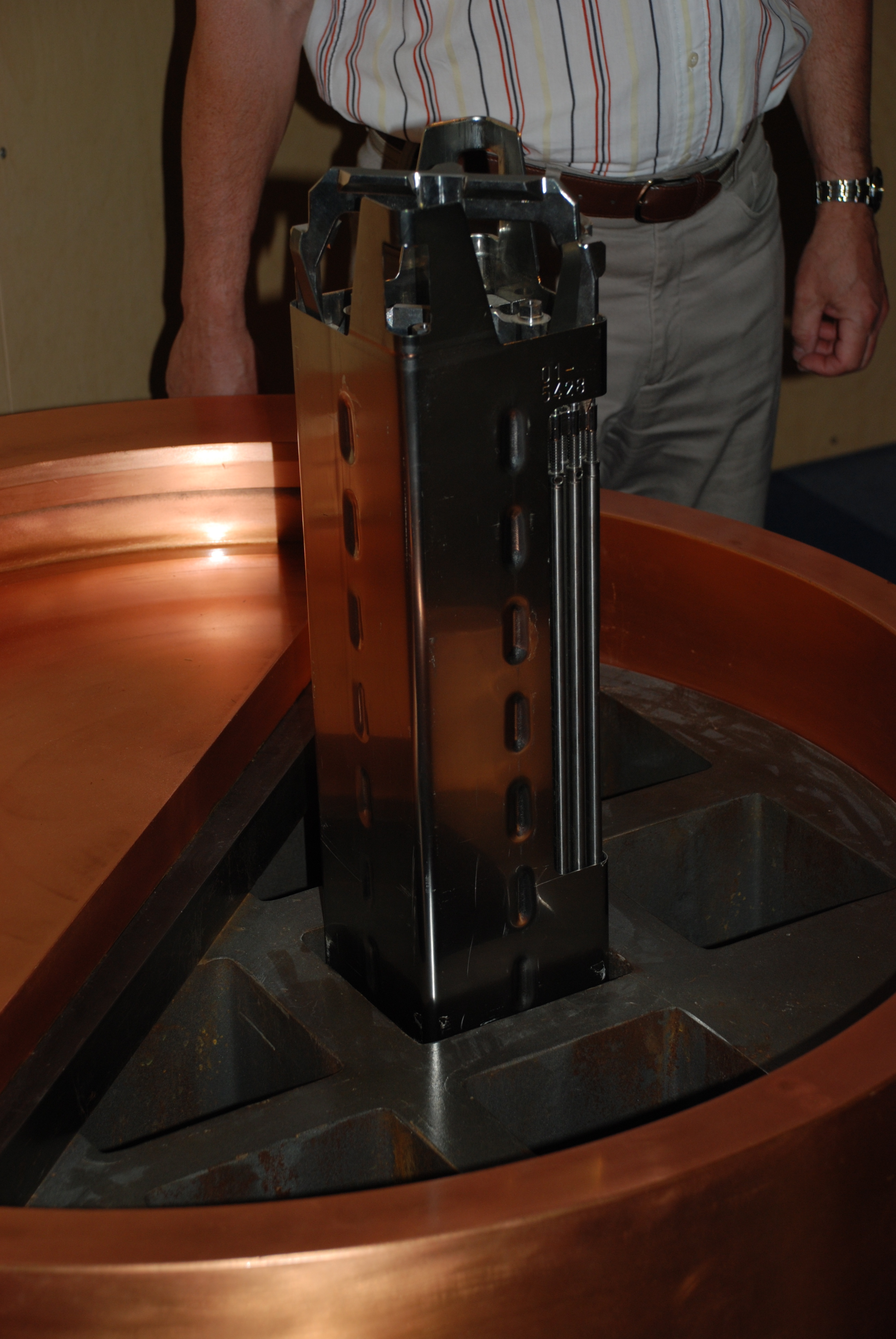
De 50 mm dikke koperen containers voor kernafval worden voorzien van hun deksels door middel van wrijvingsroerlassen

- Nucleaire industrie: Het Zweedse bedrijf SKB gebruikt deze lastechniek voor het dichtlassen van 50 mm dikke koperen vaten voor kernafval.
- Computerfabricage: De omhullende kast van Apple's iMac uit 2012 is dichtgelast met deze methode.[1]
- Door extrusieprofielen door middel van deze methode aan elkaar te lassen, zijn complexere profielen te creëren.[2]

## Voor- en nadelen

### Voordelen
- Doordat er weinig warmte-inbreng is, is de warmte-beïnvloede zone bijzonder klein, en de sterkte van de las als geheel relatief sterk.
- Het is mogelijk aluminiumlegeringen te lassen die met andere lastechnieken gelden als niet-lasbaar. Dit zijn aluminiumsoorten die veel in de vliegtuigindustrie worden gebruikt vanwege hun gunstige sterkte-eigenschappen, maar die vanwege hun kopergehalte traditioneel niet lasbaar zijn (m.n. de 2xxx- en de 7xxx serie).
- Weinig lasrook, geen spattend materiaal
- Geen beschermgas nodig
- Weinig materiaalverbruik, doordat er geen toevoegmateriaal nodig is.
- Het proces kan gedaan worden met een standaard freesbank, dus - uitgezonderd de speciale laskop - geen apart lasapparaat nodig.
- Geen voorbewerking nodig, omdat eventuele vervuiling en oxiden op het oppervlak, door de laskop vanzelf naar buiten worden gedreven.
- Mooi lasoppervlak, waarbij meestal geen nabewerking nodig is.

### Nadelen
- Niet geschikt voor handmatig lassen.
- Vanwege de grote mechanische krachten moeten de werkstukken zeer goed gefixeerd worden tijdens het lasproces.
- Voor elke materiaaldikte is een aparte laskop nodig.
- Lage lassnelheid. Dit wordt soms (deels) gecompenseerd doordat er minder passeringen nodig zijn.
- Alleen geschikt voor lassen van verbindingen zonder tussentijdse onderbreking.
- Met eenvoudige middelen is alleen stuiklassen mogelijk. Andere lasverbindingen zijn wel mogelijk, maar vergen speciale maatregelen om het werkstuk stevig genoeg in te klemmen.
- Aan het start- en eindpunt van de las ontstaan onregelmatigheden die nabewerkt moeten worden.
- Er zijn een paar lasparameters die nauwkeurig ingesteld moeten worden: Hellingshoek van de kop, diepte van de kop, draaisnelheid, verplaatsingssnelheid.
- Bij dit lasproces kunnen een paar typische lasfouten voorkomen als de lasparameters niet perfect zijn: Door onvoldoende hechting kunnen tunnelvormige defecten optreden, aan het oppervlak maar ook ónder het lasoppervlak. Met röntgen- of ultrasoon onderzoek is het lastig om dit vast te stellen.
- Bij eenzijdig wrijvingsroerlassen is er een risico dat de laskop niet diep genoeg in het materiaal doordringt, of dat hij omhoog gedrukt wordt. Er is dan geen volledige doorlassing. (Bij wrijvingsroerlassen met zwevende spoel is dat per definitie onmogelijk.)